# You Know What to Do
"You Know What to Do" is een nummer van de Britse band The Beatles. Het werd in 1964 opgenomen, maar pas in 1995 op het compilatiealbum Anthology 1 uitgebracht.

## Achtergrond
"You Know What to Do" is het tweede nummer dat gitarist George Harrison voor The Beatles schreef, nadat "Don't Bother Me" in 1963 op het album With the Beatles verscheen. Het nummer werd op 3 juni 1964 opgenomen. The Beatles hadden op die dag een fotosessie, waarbij drummer Ringo Starr werd afgevoerd naar het ziekenhuis vanwege een keelontsteking. De band zou die dag naar de studio gaan om een veertiende nummer voor A Hard Day's Night op te nemen voordat zij de volgende dag op tournee gingen. Deze sessie werd afgelast om te zoeken naar een vervangende drummer. De keuze viel hierbij op Jimmie Nicol, die in een zes uur lange repetitie de nummers van de band leerde spelen.
Op de avond van 3 juni namen de drie overgebleven Beatles allemaal een demoversie op van een nummer dat zij korte tijd eerder hadden geschreven. John Lennon had "No Reply" bij zich, dat later dat jaar werd uitgebracht als de eerste track op Beatles for Sale, Paul McCartney nam een demo van "It's for You" op, dat later een top 10-hit zou worden voor Cilla Black, en Harrison bracht een demo van "You Know What to Do" met zich mee. Lennon, McCartney en producer George Martin waren niet onder de indruk van het nummer van Harrison. Hierdoor raakte Harrison korte tijd de motivatie kwijt om nieuwe muziek te schrijven. Zijn volgende bijdrage, "I Need You", werd in februari 1965 opgenomen.
"You Know What to Do" verscheen niet op een officieel studioalbum van The Beatles. Pas in 1995 werd de demo uitgebracht op het compilatiealbum Anthology 1.